# Keta (Ghana)
Pour les articles homonymes, voir Keta.
Keta est une ville du Ghana, dans la Région de la Volta, chef lieu du district municipal homonyme.

## Géographie
La ville est située en bordure du Golfe de Guinée.

## Histoire

### Fondation par les Anlo Ewe
Cette ville du Ghana est une ville Ewe. Selon le parcours historique, les Ewé, de retour de Babylone en face de l'Afrique, actuel Irak, ils retournèrent en Égypte antique puis après la chute ils descendirent en Éthiopie (Afrique subsaharienne) où la base était à l'Est de l'Afrique (actuel Éthiopie et Soudan).  De là, ils fondèrent Khartoum qui est simplement en Ewe eke fe tume (terre sablonneuse). De ce fait, dans leur marche jusqu'en Afrique de l'ouest pendant leur exode, les Ewe créèrent des villes similaires (terre sablonneuse ou ke fe tume) Ketu du Bénin, puis Ketu du Ghana. Ce sont ses frères Anlo Ewe qui fondèrent Keta au bord de la plage au XVIIe siècle. Le ton ou accent de la prononciation des mots Anlo se tire un peu dans la gorge qui donne une particularité à la langue Anlo Ewe. Ils héritèrent la fabrication du pagne keté de chez leurs grands-parents en Égypte. 

### Comptoir colonial

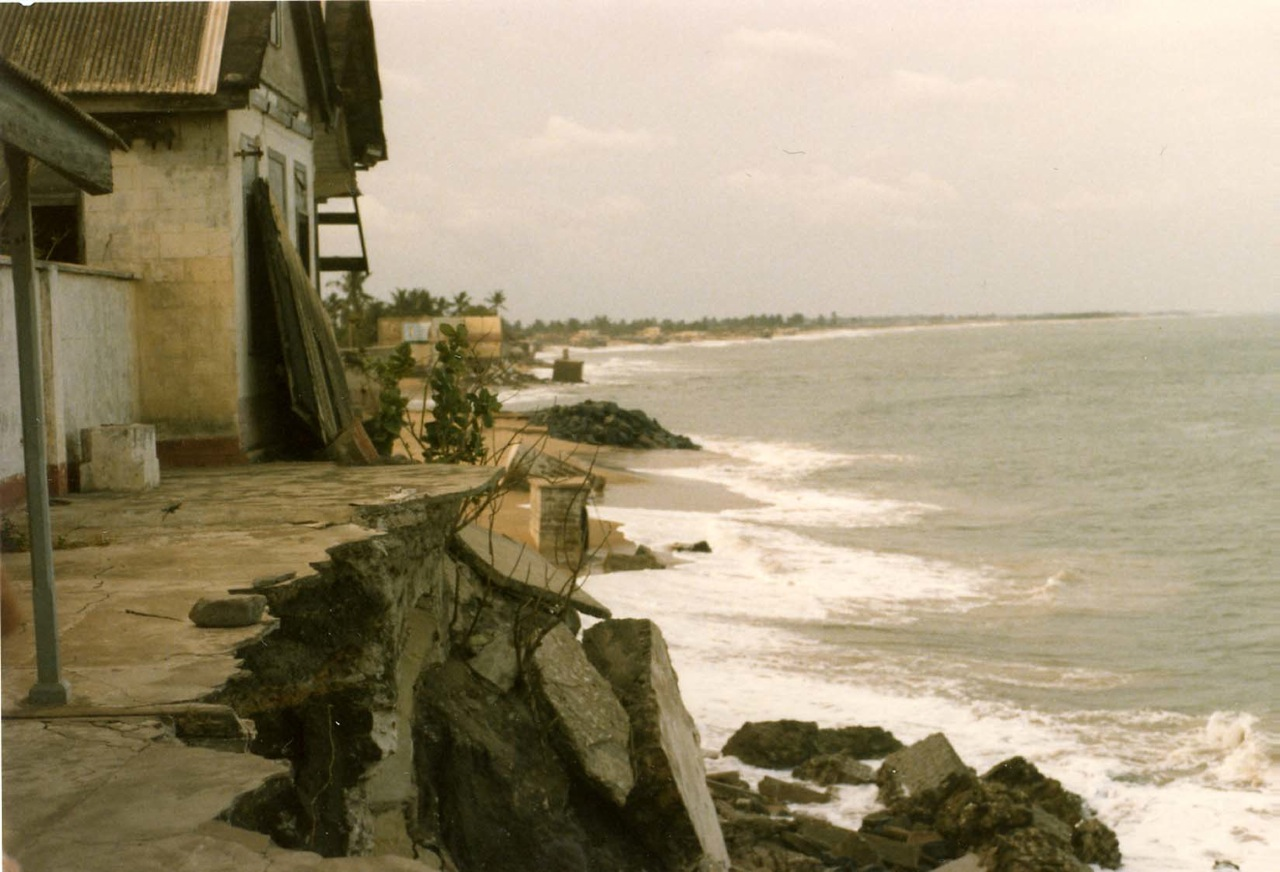
Le fort Prinzenstein en 1985.

Keta était un post de commerce important du XIVe siècle au XXe siècle.
Les Danois étaient bien accueillis par les Ewe, ou Anlo de Keta, et faisaient déjà le commerce avec eux avant plusieurs pays Européens.
En 1784, les Danois construisirent sur le site le fort Prinzenstein, chargé de défendre le comptoir.
Ils produisaient et vendaient, avec l'appui des Danois, de l'alcool en abondance. Notons la présence des Allemands dans la ville de Keta.

### Depuis l'indépendance du Ghana
Keta fut ravagé par l'érosion entre les années 1960 et 1980.
C'est aujourd'hui la 63e ville la plus peuplée du pays avec une population de 22 739 habitants en 2012. 

## Culture
Comme tous les Ewe, les Anlo de Keta ont pour rythme de base Agbadja. 